# Antōnīs Mantzarīs
Antōnīs Mantzarīs (in greco Αντώνης Μάντζαρης?; Atene, 20 giugno 1986) è un cestista greco.
È il fratello di maggiore di Vaggelīs Mantzarīs.